# Ласерски скалпел
Ласерски скалпел је савремени хируршки инструмент који се у биофотоници користи за сечења, аблацију и синтеровања (спајања) ивица живог биолошког ткива. Битна компонента ласерског скалпела је оптичко влакно које на врху скалпела преноси енергију ласера.  Његова важна предност у поређењу са конвенционалним скалпелом је ниска инвазивност операције због мале ширине реза, истовремене коагулације крвних судова и значајно смањења крварења. Поред тога, ласерско зрачење је апсолутно стерилно. Као резултат његове примене, период зарастања рана се смањује за два до три пута.

## Основне информације
Ласерски скалпел је хируршки инструмент који користи ласерску енергију за резање или уклањање биолошког ткива. На његовом крају се формира фокусирани ласерски зрак са неколико таласних дужина. Уз његову помоћ, хирург је у могућности да изврши све неопходне операције. Постоји велики број различитих типова ласерских скалпела који се међусобно разликују; према врсти таласне дужине емитованих светлосних таласа, снаге и способности ласерског зрака да згрушају, исеку или испаре ткива. Када се користи ласер, сноп светлости је фокусиран на веома мали простор у коме се ћелија загрева у третираној области, при чему се не оштећују околна ткива, јер он реже на принципу растварања молекуларних веза у ткиву када се правилно подеси.
Унутар ограниченог подручја ткива, сноп ласера значајно повећава температуру на 400 °C, узрокујући да озрачено подручје одмах гори. На овај начин ласер може одмах да „запечи” мале крвне судове на ивици реза. Како ласерски скалпели имају танке резове они смањују крварење, а само зрачење је апсолутно стерилно.
За разлику од традиционалних хируршких скалпела који се израђују у широком спектру облика сечива који одговарају специфичним применама, код ласерског скалпела не постоји много типова већ само постоји само један облик радиометријске локализације, аксијална симетрија. Да би се донекле кориговао овај недостатак на Тајвану, су предложили коришћење фотонских "кукица" за стварање "оштрице" хируршког ласерског скалпела специфичног закривљеног облика чија оштрица може бити дугачка до 3 милиметра, дебела око 500 микрона (100 микрона је дебљина људске косе) и има таласну дужину од 1.550 нанометара.

## Примена
И док се у свим другим области ласерске медицине користи ласерско зрачење релативно мале снаге, при чему зрачење не узрокује директно оштећење ткива и ћелија живог организма, у ласерској хирургији користсе се довољно снажни ласерски скалпели, којима се током операција уништавају ткива након директног излагања ласерском зраку.
Основне индикације употребе ласерског ножа у хирургији су:
- микрокирургија (посебно на оку),
- уклањање малих тумора,
- операције које захтевају селективни утицај (пигментни мрље, винске мрље, друге поткожне формације, као што су тетоваже),
- реканализација или стварање пролазности крвних судова,
- заустављање крварења и операција крвљу засићених органа,
- заваривање тканине.

## Нежељена дејства (акциденти)
Нежељана дејства или акциденти који могу настати током употребе ласесрских уређаја узроковани су:
- Неадекватним тренингом особља свих категорија
- Спровођењем процедура без адекватних клиничких трајала
- Кваровима у блокирању снопа или рефлектованог зрачења
- Неадекватном применом или одсуством заштитиних средстава у опасним ситуацијама
- Непоштовањем одобрених стандарда и радних процедура за безбедну радну праксу.